# Space Adventures
Space Adventures, Ltd. es una compañía fundada en 1998 por un equipo de expertos aeroespaciales y en viajes de aventura. Es una compañía privada, con su sede central en Vienna (Virginia) y con oficinas en Moscú, Tokio y Cabo Cañaveral (Florida) y más de 50 agentes oficiales a nivel mundial. La compañía es pionera en el turismo espacial, habiendo ayudado a los primeros exploradores civiles del mundo, Dennis Tito, Mark Shuttleworth, Greg Olsen y Anousheh Ansari a viajar al espacio.
La compañía ofrece una gran variedad de experiencias espaciales, como vuelos a gravedad cero, entrenamiento al estilo de los cosmonautas y vuelos espaciales reales. En mayo de 2001 enviaron al empresario estadounidense Dennis Tito al espacio embarcado en una nave Soyuz de la Roscosmos por una suma supuesta de 20 millones de dólares, convirtiéndose en el primer turista del espacio en la historia. En abril de 2002 el empresario sudafricano Mark Shuttleworth hizo lo mismo, convirtiéndose en el primer africano en viajar al espacio. El Dr. Greg Olsen fue el tercer civil en viajar a la EEI en octubre de 2005, seguido por Anousheh Ansari, la primera mujer turista espacial, quien terminó su misión de 10 días en septiembre de 2006. El Dr. Charles Simonyi, inventor de Word y Excel, se entrenó durante el verano de 2007 en la Ciudad de las Estrellas, cerca de Moscú, y pasó a la historia por ser el quinto turista espacial del mundo cuando voló a bordo de la Soyuz TMA-10 el 7 de abril de 2007, y regresó a salvo el 21 de abril a bordo de la Soyuz TMA-9.

## Vuelos circunlunares
En agosto de 2005 la compañía comunicó un proyecto nombrado “Deep Space Expeditions Alpha” que mandará pasajeros a un viaje para circunnavegar la luna. Un vuelo lunar de 5 días y medio costaría alrededor de 100 millones de dólares por persona.

## Paseos espaciales
El 21 de julio de 2006 anunciaron su plan de ofrecer un paseo espacial de 90 minutos por un precio de aproximadamente 15 millones de dólares, más los 20 millones necesarios para visitar la Estación Espacial Internacional, (EEI). El paseo espacial sería llevado a cabo en un traje espacial Orlan, de diseño ruso. El entrenamiento para el paseo haría necesario un mes extra de formación en adición al entrenamiento de 6 meses ya requeridos.